# (14309) Defoy
(14309) Defoy – planetoida z grupy przecinających orbitę Marsa, okrążająca Słońce w ciągu 4 lat i 78 dni w średniej odległości 2,61 j.a. Została odkryta 22 września 1908 roku w Obserwatorium Uniwersyteckim w Wiedniu przez Johanna Palisę. Nazwa planetoidy pochodzi od Ilse Defoy (1892–1947), żony Christopha Schubarta i matki astronoma z Heidelbergu Joachima Schubarta, który pomógł odnaleźć i zidentyfikować tę planetoidę. Przed nadaniem nazwy planetoida nosiła oznaczenie tymczasowe (14309) A908 SA.